# Ильяш-Дезерташ
Ильяш-Дезерташ, или Ильяш-Дезергаш (порт. Ilhas Desertas, букв. «Пустынные острова») — небольшой португальский архипелаг, расположенный в 25 км на юго-восток от восточного окончания острова Мадейры.

## География

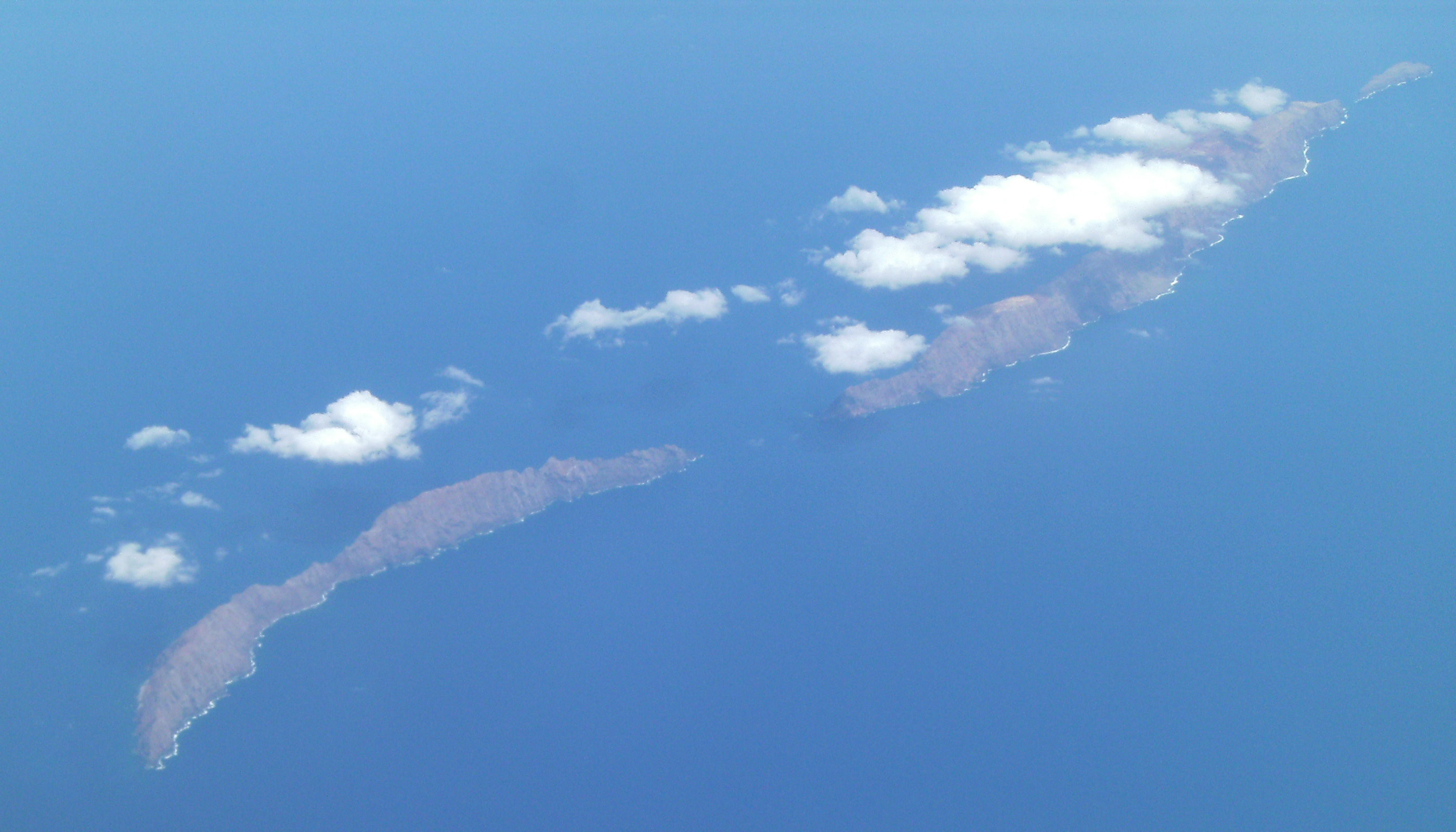
Острова Дезерташ с воздуха

Это цепь из трёх длинных узких островов, растянувшиеся на 23 км с севера на юг. Административно острова относятся к муниципалитету Санта-Круш. Острова являются заповедником, вследствие чего необходимо получить специальное разрешение, чтобы туда попасть.
Несмотря на то, что острова расположены недалеко от основного острова Мадейра и часто видны с него на горизонте, геология островов Дезерташ абсолютно другая. Высокие, длинные и каменистые острова почти не имеют почвы.

## Острова Ильяш-Дезерташ
Ильяш-Дезерташ по порядку с севера на юг:
| № | Остров (русск.)     | Остров (порт.) | Площадь, км² | Высота, м |
| - | ------------------- | -------------- | ------------ | --------- |
| 1 | Шан (Ильеу-Шан)     | Ilhéu Chão     | 1            | 98        |
| 2 | Илья-Дезерта-Гранди | Deserta Grande | 10           | 442       |
| 3 | Бужиу               | Bugio          | 3            | 348       |
|   | Итого               |                | 14,21        | 442       |

## Флора и фауна
На островах встречаются шестнадцать видов птиц, включая восемь видов морских, а также дикие козы, кролики и грызуны, завезенные из Португалии. На островах также живут пресмыкающиеся и пауки (включая эндемика Hogna ingens). На пляжах островов существует небольшая колония вымирающих тюленей-монахов (Monachus monachus). В 1990 года для их защиты острова были объявлены заповедником. Хотя в 1998 году колония насчитывала всего восемь особей, сегодня их численность достигает двадцати.

## Население

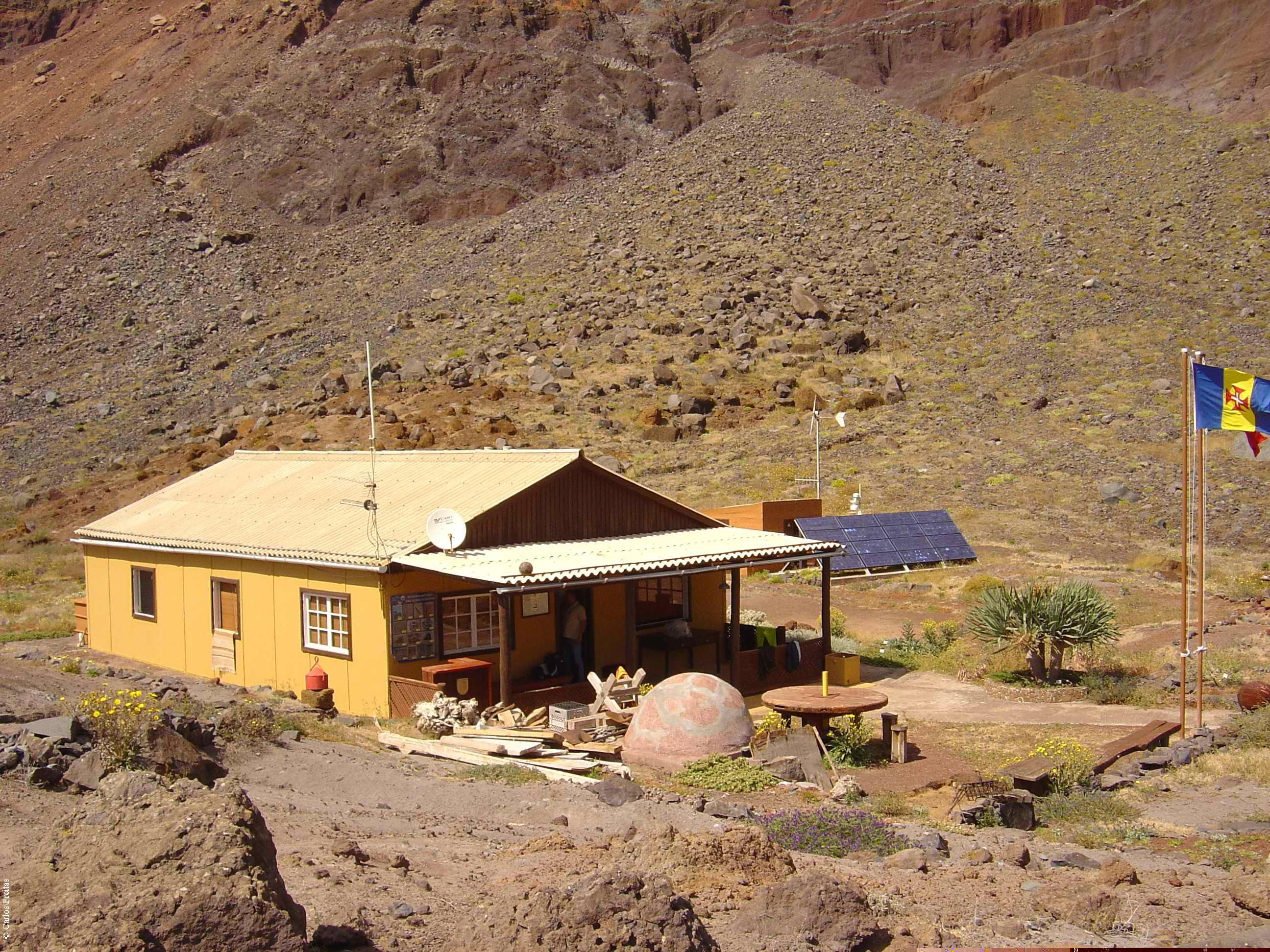
Дом смотрителей

Единственный пригодный для жизни остров архипелага со своим источником воды — остров Илья-Дезерта-Гранди. Однако этой воды очень мало и она мутная. Все исторические попытки колонизировать остров провалились в связи с невозможностью ведения сельского хозяйства.
Единственными людьми на острове являются смотрители, геологи и представители нескольких исследовательских станций, имеющихся на острове.